# Castillo Herreshoff
El castillo Herreshoff, también conocido como castillo Brattahlid, es un pequeño fortín situado en Massachusetts, Estados Unidos.

## Historia
La edificación, anteriormente conocida como el castillo de Brattahlid, es una residencia ubicada en el parque inusual Crocker, Marblehead, Massachusetts. A partir de 2006 fue una residencia privada que ofrecía comodidades propias de una vivienda. El castillo fue construido en 1920 por Marblehead, quien afirmó que basó su diseño en el castillo de Erik el Rojo en Brattahlid en Groenlandia, aunque la estructura es de estilo gótico y no se parece a los edificios que se construyeron en Brattahlid durante la época de Erik el Rojo. Se dice que Ballard pintó un diseño de la alfombra oriental en la planta del castillo en la gran sala, sobre la base de una alfombra real en la cercana mansión de Jeremías Lee. En 1945, Ballards vendió el castillo a L. Francis Herreshoff, el hijo del conocido diseñador de yates Herreshoff Natanael. Herreshoff murió en 1972. Ahora es propiedad de Mike y Chris Rubino de Marblehead.
Se encuentran artículos y objetos antiguos. Estatuas, esculturas, mesas, mecedoras, chimeneas, entre otros elementos que forman parte de la historia del castillo.